# Cassidy Casablancas
Cassidy Casablancas  è un personaggio immaginario, l'antagonista principale della seconda stagione della serie televisiva Veronica Mars.

## Biografia
Cassidy è il fratello minore di Dick Casablancas, entrambi figli di uno dei più ricchi uomini di Neptune, California. Cassidy ha un carattere completamente diverso da Dick e subisce violenze psicologiche sia dal padre che dal fratello maggiore, che lo considerano un debole per il suo carattere timido.
Cassidy è un personaggio ambiguo, schivo e riservato, molto serio per la sua età e che si ritrova oggetto di scherno continuo del fratello maggiore Dick, che gli ha affibbiato il soprannome di Beaver ("castoro") a causa degli incisivi sporgenti. Nella prima serie Dick sotto l'effetto di alcool e droga incoraggia il fratello a violentare Veronica che giaceva su un letto priva dei conoscenza. Cassidy trova un po' di tranquillità quando conosce e frequenta Mac pur avendo un paio d'anni in meno della ragazza. Mac, oltre ad essere molto dolce con lui, è protettiva e lo difende dalle angherie di Dick.
La loro storia però è piena di alti e bassi, anche perché Cassidy ha paura dell'intimità. Il ragazzo non sopporta la matrigna Kendall, e per prendersi anche una rivincita sul padre, chiede a Veronica di trovare le prove dei suoi tradimenti verso il marito. Veronica scopre invece che la donna fa da tramite per le speculazioni e tutte le transazioni illegali del marito. Ciò spinge il signor Casablanca a fuggire all'estero. Cassidy cerca conforto nella madre e spera di poter vivere con lei, ma la donna se ne lava le mani, per una volta però Dick si schiera con il fratello. Cassidy cerca allora l'indipendenza economica e chiede a Kendall di fare da prestanome per la società di investimenti da lui creata.
Alla fine della seconda stagione si scoprirà che è Beaver l'artefice dell'incidente dello scuolabus, che ha fatto saltare con l'aiuto di Curly Moran (che ha successivamente ucciso e sul cui palmo, prima di lanciarlo dalla scogliera, ha scritto il nome di Veronica per depistare le indagini dello sceriffo). Beaver qualche anno prima, accompagnando Dick a trovare Logan sui set dei film, si era appassionato agli effetti speciali ed esplosivi e aveva conosciuto Curly mentre lavorava come responsabile. L'incidente aveva come scopo quello di uccidere due amici del ragazzo, ex compagni di squadra a baseball. I tre ragazzi erano stati stuprati qualche anno prima da Woody Goodman, allora allenatore nella little league della squadra degli Shark. I due avrebbero voluto rivelare la verità, ma Beaver si era opposto, i ragazzi però non avevano intenzione di desistere. Contestualmente si scoprirà che proprio Beaver aveva violentato Veronica alla festa di Shally Pomroy, contagiandola con la clamidia, contratta a sua volta in seguito alle molestie subite da Woody. 
Durante la festa di diploma Mac e Cassidy salgono nella stanza d'hotel che hanno prenotato, ma lui è troppo angosciato per la situazione, inoltre intercetta il messaggio di Veronica (che ha scoperto la sua colpevolezza), portando via gli abiti di Mac per impedirle di seguirlo. Prima di suicidarsi lanciandosi dal tetto del Neptune Grand Hotel, farà saltare in aria anche il velivolo privato su cui Woody viaggia, causando la disperazione di Veronica, convinta che sull'aereo viaggi anche il padre.

## Apparizioni

### Stagione 1
- 1x20 Padre innamorato
- 1x21 Visita dal dentista
- 1x22 La confessione

### Stagione 2
- 2x01 Normalità
- 2x02 L'autista
- 2x03 Tradimenti
- 2x04 Il mostro dagli occhi verdi
- 2x05 Visita dal passato
- 2x06 Verso la luce
- 2x07 Il castigo di un bimbo
- 2x08 Cattiverie alla radio
- 2x09 Abbandonata
- 2x10 Il verdetto
- 2x11 Il rapimento
- 2x12 La svolta
- 2x13 La gita finale
- 2x14 La lista segreta
- 2x15 La sposa in fuga
- 2x16 L'amico del college
- 2x17 Piano B
- 2x18 Incubi ricorrenti
- 2x19 L'auto assassina
- 2x20 Guardarsi alle spalle
- 2x21 Lo spensierato
- 2x22 Nessuna foto